# Α-リポ酸
リポ酸（lipoic acid、別名：α-リポ酸、チオクト酸）は、多数の酵素の補助因子として欠かせない光学活性のある有機化合物である。抗酸化物質。カルボキシル基と環状のジスルフィドを含んでいる。生物学上で重要なのはR体である。リポ酸の酸化体はβ-リポ酸、還元体はジヒドロリポ酸である。
メタアナリシスでは糖尿病の指標改善や、少しではあるが体重減少効果が明らかになっている。

## 役割
リポ酸は好気性生物の代謝、特にクエン酸回路のピルビン酸デヒドロゲナーゼ複合体（PDC）の補因子としての役割を持つ。α-リポ酸はアシル基もしくはメチルアミンを2-オキソ酸デヒドロゲナーゼ（2-OADH）とグリシンデカルボキシラーゼ複合体（GCV）のそれぞれに運搬する。
フリーラジカルによって老化が促されるという仮説において、その原因となる活性酸素による酸化ストレスを減少させるための抗酸化物質としてリポ酸は注目されている。しかし心血管系の保護作用では複数の抗酸化物質を併用することで効果がある可能性がある。

## 疾患名
ACSF3欠損によるマロン酸およびメチルマロン酸尿合併症（CMAMMA）では、リポ酸生合成の前駆反応であるミトコンドリア脂肪酸合成（mtFASII）が障害される。その結果、ピルビン酸脱水素酵素複合体（PDC）やα-ケトグルタル酸脱水素酵素複合体（α-KGDH）などの重要なミトコンドリア酵素のリポイル化の程度が低下する。リポ酸を補給してもミトコンドリアの機能は回復しない。 

## 化学
この分子はカルボキシル基と環状のジスルフィドを含んでいる。生物学上で重要なのはR体の方である。
リポ酸の酸化体はβ-リポ酸、還元体はジヒドロリポ酸である。

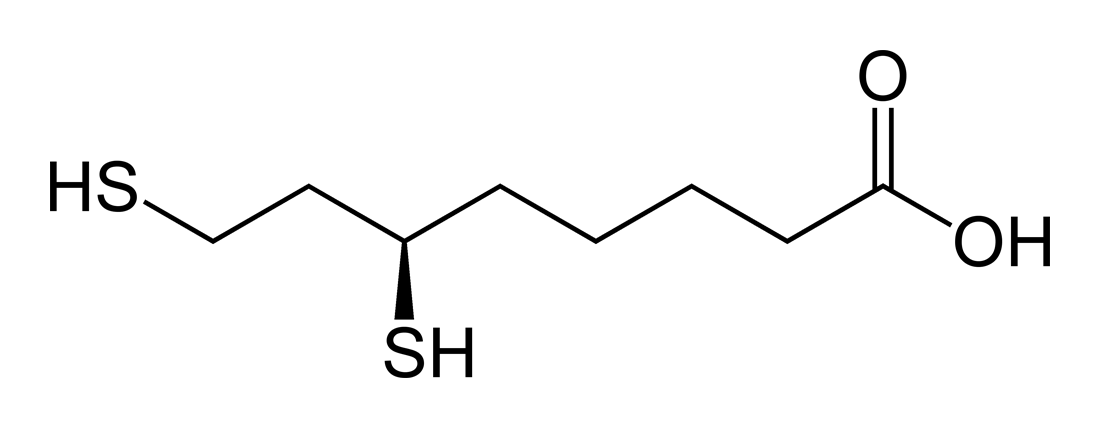
ジヒドロリポ酸
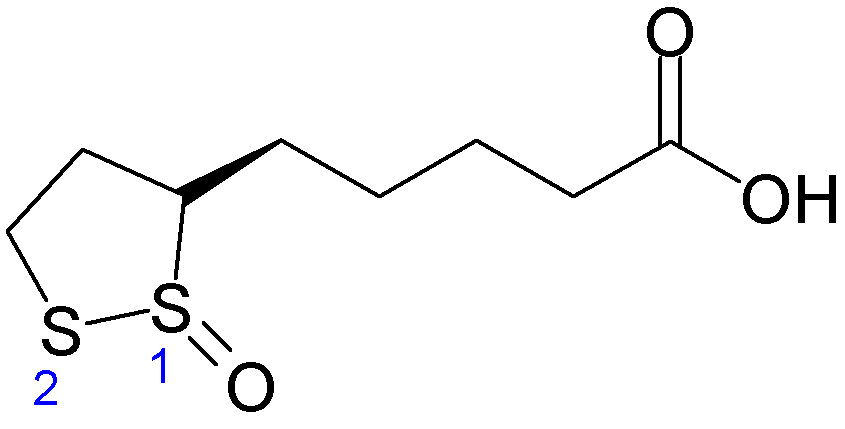
β-リポ酸

## 用途
日本では成分本質 (原材料) では医薬品でないものに分類され、2004年より一般のサプリメントに配合してよい成分となっている。それまでは医薬品の成分としてのみ扱われていた。

## 有効性
24研究のメタアナリシスではアルファリポ酸が、空腹時血糖値、インスリン、インスリン抵抗性、ヘモグロビンA1c、トリアシルグリセロール、LDLコレステロールを改善する可能性があることを裏付けた。12件のプラセボ対照臨床試験のメタアナリシスでは、体重とBMI をわずかではあるが有意に減少させることが明らかになったが、費用対効果は高いとは言えない。10件からの別のメタアナリシスでも、小さいが有意な体重減少が見られた。
平均54歳33人の女性を用いた盲検化されたランダム化比較試験で、顔の肌の老化に対してアルファリポ酸5%のクリームは、これを含まないクリームよりも症状を改善した。5%アルファリポ酸の外用薬は光線によって老化した顔の皮膚を改善したという、比較対照のない小規模研究（写真あり）。

## 安全性
インスリン自己免疫症候群（低血糖発作）の誘因となるという報告がある。また、糖尿病患者への使用では低血糖への注意が必要である。